# Backstreet Boys (album)
Pour l'album sorti aux États-Unis en 1997, voir Backstreet Boys (album américain).
Albums de Backstreet Boys
Backstreet's Back
(1997)
Albums par Backstreet Boys (É.-U.)
Backstreet Boys
(1997)
Singles
1. We've Got It Goin' On
Sortie : 5 septembre 1995
2. I'll Never Break Your Heart
Sortie : 13 décembre 1995
3. Get Down (You're the One for Me)
Sortie : 30 avril 1996
4. Quit Playing Games (with My Heart)
Sortie : 14 octobre 1996
5. Anywhere for You
Sortie : 24 février 1997

Backstreet Boys est le premier album studio du boys band américain Backstreet Boys.
L'album a atteint la 1re place dans plusieurs pays, y compris l'Allemagne, l'Autriche et la Suisse. Au Royaume-Uni, il a atteint la 12e place.
L'album n'a été pas publié aux États-Unis, mais les plus grands hits de cet album sont apparus plus tard sur le premier album américain des Backstreet Boys (intitulé également Backstreet Boys), compilant des titres sélectionnés des deux premiers albums internationaux du groupe.

## Liste des pistes
| 1.  | We've Got It Goin' On              | Denniz PoP, Martin      | 3:41 |
| 2.  | Anywhere for You                   | Veit Renn               | 4:42 |
| 3.  | Get Down (You're the One for Me)   | Aris, Cottura           | 3:52 |
| 4.  | I'll Never Break Your Heart        | Renn, Timmy Allen       | 4:48 |
| 5.  | Quit Playin' Games (with My Heart) | Martin, Kristian Lundin | 3:53 |
| 6.  | Boys Will Be Boys                  | Renn                    | 4:05 |
| 7.  | Just to Be Close to You            | Allen                   | 4:49 |
| 8.  | I Wanna Be with You                | Denniz PoP, Martin      | 4:05 |
| 9.  | Every Time I Close My Eyes         | Allen, Kay Fingers      | 3:55 |
| 10. | Darlin'                            | Allen                   | 5:32 |
| 11. | Let's Have a Party                 | Mookie                  | 3.50 |
| 12. | Roll with It                       | Renn                    | 4:41 |
| 13. | Nobody but You                     | Denniz PoP, Martin      | 3:03 |